# تاريخ تنظيم الدولة الإسلامية (داعش)
يرجعُ تاريخ تنظيم الدولة الإسلامية (داعش) إلى عام 1999 حينما أسَّس السلفي الجهادي الأردني أبو مصعب الزرقاوي جماعةً سمَّاها جماعة التوحيد والجهاد والتي تشتركُ مع داعش – الذي ظهر بشكلٍ فعلي عام 2014 – في الكثير من الأمور بما في ذلك الأيديولوجية؛ فالزرقاوي كان يُسمِّي الانتحاريين من جماعته بـ «الجهاديين» وقد حثهم على تنفيذ العمليات الانتحارية لبدءِ حربٍ مفتوحةٍ ضد الشيعة والجيوش الغربية وعدد من الهيئات والجماعات الأخرى.

## جماعة التوحيد والجهاد (1999-2004)

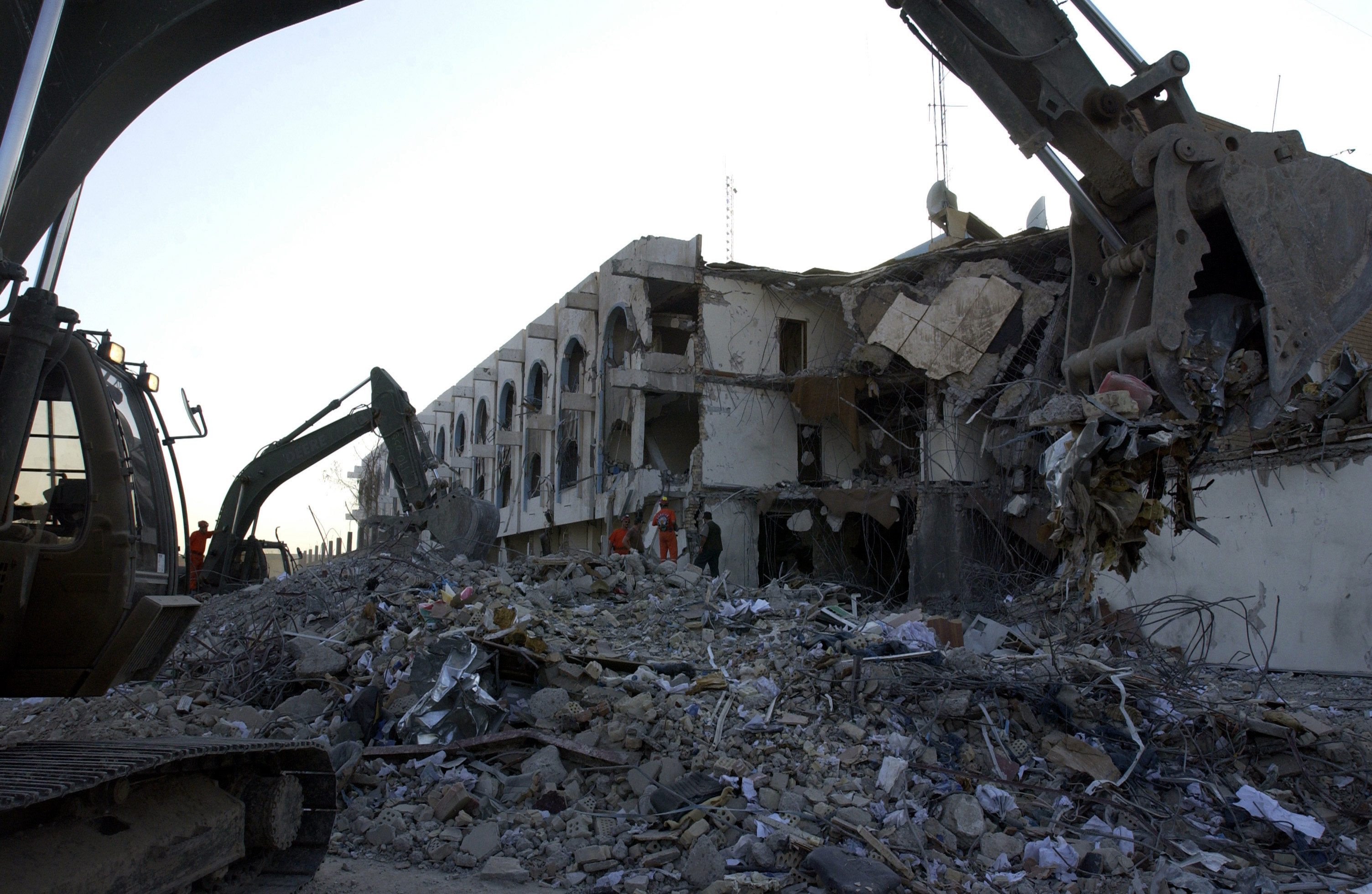
مبنى مقر الأمم المتحدة في بغداد بعد

تأسَّست جماعة التوحيد والجهاد في عام 1999 على يد السلفي الأردني أبو مصعب الزرقاوي الذي كان يُؤمن بالجهاد كأيديولوجية بما في ذلك استخدام التفجيرات والعمليات الانتحارية والاغتيالات ضد من يصفهم «أعداء الله». في الواقع؛ لعبت أمريكا دورًا كبيرًا في تأجيج الصراع الطائفي في الشرق الأوسط وخاصة في العراق بين تلك الجماعات التي تقولُ إنها تُمثل أهل السنة والجماعة وهدفها الدفاع عنهم وبين تلك الأخرى التي تقولُ إنها تُمثل الشيعة وهدفها هو الدفاع عنهم أيضًا. في هذا الصدد؛ صرَّح العقيد ديريك هارفي لوكالة رويترز للأنباء قائلًا «إن الجيش الأمريكي احتجزَ فُرق اغتيالٍ من حركة بدر التي كانت تملكُ قوائم للضباط والطيارين السنة في عامي 2003 و2004 من أجل اغتيالهم؛ لكن [القوات الأمريكية] لم تحتجزهم!» كما أكَّد هارفي إن رؤسائه أخبروه أن «هذه الأشياء يجب أن تلعبَ دورها بنفسها» ما فُهمَ وفُسِّر على أن المسؤولين في واشنطن كانوا يتوقعون حدوث هجمات انتقامية ما يعني الدخول في حربٍ طائفية مباشرة. في السياق ذاته؛ قالَ جيري بيرك مستشارُ وزارة الداخلية العراقية إن صُنَّاع القرار في الولايات المتحدة قد رفضوا في عام 2005 خطةً منه وخطط العديد من زملائه التي كانت تقضي بتعقّب فرق الاغتيالات التابعة لمنظمة بدر والعمل على إيقافها. في أعقابِ احتلال العراق من قِبل الأمريكان عام 2003؛ بدأت جماعة الزرقاوي في تنفيذِ عددٍ من الهجمات والعمليّات الانتحارية ضد القوات المُحتلَّة متعددة الجنسيات بقيادة الولايات المتحدة؛ كما نفذت هجمات أخرى على عددٍ من المساجد والحُسينيَّات الشيعية، مع استهداف المدنيين الشيعة والمؤسسات الحكومية العراقية ما أكسبها «سمعة سيّئة».

## قاعدة الجهاد في بلاد الرافدين (2004-2006)
أعلنَ الزرقاوي في تشرين الأول/أكتوبر 2004 بيعتهُ لأسامة بن لادن زعيم تنظيم القاعدة؛ فغيّر اسم جماعته من جماعة التوحيد والجهاد إلى قاعدة الجهاد في بلاد الرافدين والتي عُرفت أيضًا باسمِ تنظيم القاعدة في العراق. استمرّت جماعة الزرقاوي هذه – وإن غيّرت اسمها – في نفس تكتكياتها حيثُ واصلت شنّ الهجمات ضد قوات الحكومة العراقية والدبلوماسيين الأجانب والجنود والقوافل الأمريكية وكذا المدنيين في بعض الأحيان. في رسالةٍ إلى الزرقاوي في يوليو/تمّوز من عام 2005؛ حدّّد أيمن الظواهري – نائب زعيم تنظيم القاعدة آنذاك – خطةً من أربعِ مراحلٍ لتوسيعِ حرب العراق. تضمَّنتِ الخُطّة طرد القوات الأمريكية من العراق وإنشاء خلافة إسلامية والاشتباك مع إسرائيل التي قِيل إنها أُنشئت فقط لتحدي أي كيانٍ إسلامي جديد.
انضمَّ تنظيم القاعدة في العراق في كانون الثاني/يناير 2006 إلى عدة جماعات سنية عراقية متمردة تحت مظلةِ مُنظمةٍ سُمِّيت مجلس شورى المجاهدين. وفقًا لبراين فيشمان الباحث في قضايا الإرهاب؛ فإن الاندماج محاولةً لإعطاءِ المجموعة نكهة عراقية أكثر؛ وربما لإبعاد تنظيم القاعدة عن بعض أخطاء الزرقاوي التكتيكية مثل تفجير الفنادق الثلاث في عمان عام 2005. بحلول السابع من حزيران/يونيو 2006؛ قُتل أبو مصعب الزرقاوي في غارة جويّة أمريكية فخلفهُ المصري أبو حمزة المهاجر كزعيمٍ للجماعة.

## دولة العراق الإسلامية (2006-2013)

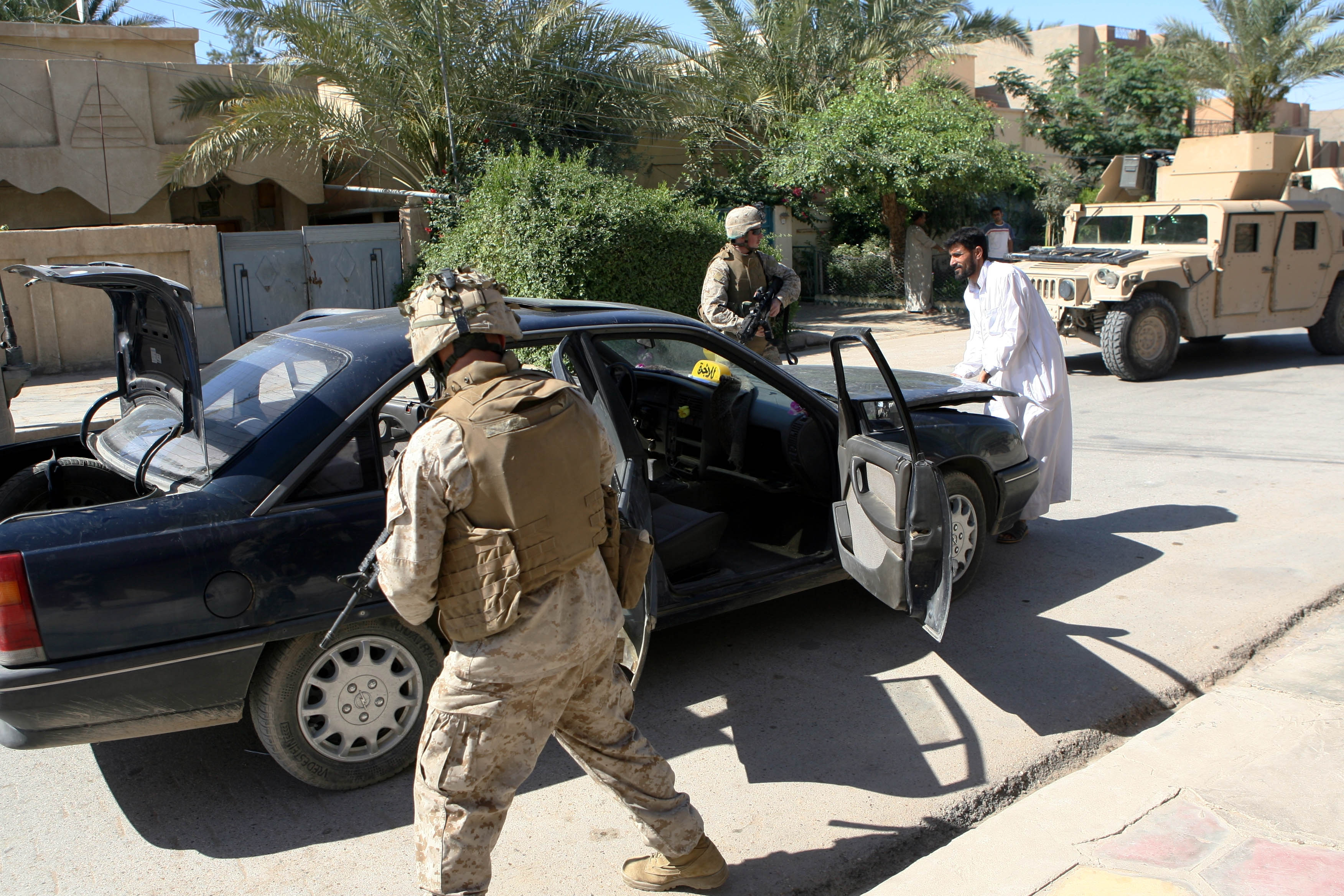
مُشاة البحرية الأمريكية في مدينة الرمادي التي أعلنتها دولة العراق الإسلامية عاصمةً لها

اتحد مجلس شورى المجاهدين في الثاني عشر من تشرين الأول/أكتوبر 2006 مع ثلاثِ مجموعاتٍ أصغر وست قبائل سنية لتشكيلِ تحالفٍ أقوى تعهد «بتخليصِ السنة من قمعِ الروافض [يقصدُ المسلمين الشيعة] والمحتلين الصليبيين؛ ولاستعادة كل الحقوق وجعلِ كلمة الله هي العليا وكذا استعادة مجد الإسلام.» بعد يومٍ واحدٍ فقط من التعهد؛ أعلنَ مجلس شورى المجاهدين عن تأسيسِ دولة العراق الإسلامية والتي تضمُّ ست محافظات في العراق معظمها من العرب السنة؛ فعُيِّن أبو عمر البغدادي أميرًا لها؛ فيما عُيّن أبو حمزة المهاجر (ويُعرف أيضًا باسمِ أبو أيوب المصري) وزير حرب داخل مجلس الوزراء المُكوَّن من عشرةِ أعضاء.
وفقًا لدراسةٍ أعدها مجتمع الاستخبارات الأمريكي في أوائل عام 2007؛ فقد خطَّطت دولة العراق الإسلامية على الاستيلاء على السلطة في المناطق الوسطى والغربية من العراق وتحويلها إلى خلافة سنية. لقد تمتعت المجموعة بُعيد تشكيلها بقوّةٍ كبيرةٍ وبحضور أكبر في محافظات الأنبار و‌ديالى و‌بغداد في حين حدّدت مدينة بعقوبة عاصمةً لها أيضًا.
أرسلت واشنطن المزيد من قواتها للعراق بعدما احتلته؛ كما زوّدت عناصرها هناك بأسلحة متطوّرة ما مكّن الأمريكان من اعتقال وقتل عددٍ من كبار أعضاء القاعدة في العراق (قاعدة الجهاد في بلاد الرافدين)، وبين تمّوز/يوليو وتشرين الأول/أكتوبر 2007؛ ذُكر أن تنظيم القاعدة في العراق قد فقدَ قواعدهُ العسكرية الآمنة في محافظة الأنبار ومنطقة بغداد. مكَّنت سلسلةٌ من الهجمات الأمريكية والعراقية عام 2008 من طردِ «المتمردين» المؤيدين لتنظيمِ القاعدة من ملاذاتهم الآمنة السابقة مثل محافظتي ديالى والأنبار إلى مدينة الموصل.

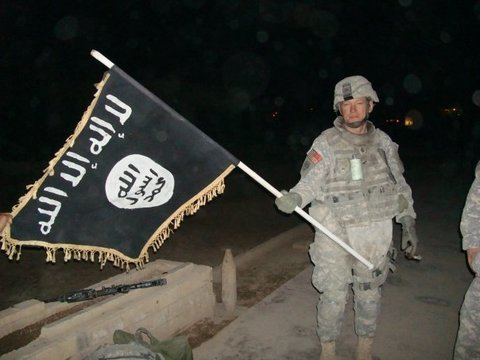
جندي من الجيش الأمريكي يحملُ علم تنظيم الدولة الإسلامية في العراق في مارس 2008

بحلول عام 2008؛ كانت دولة العراق الإسلامية تمرُّ «بأزمة غير عادية»، وقد أدّت محاولاتها العنيفة لحكمِ الأراضي إلى رد فعلٍ عنيفٍ من العرب السنة العراقيين ومن باقي الجماعات المتمردة حتى ظهرت ميليشيا الصحوة التي قاتلت دولة العراق الإسلاميّة. صرَّح قائد القوات الأمريكية في العراق الجنرال ريموند توماس أوديرنو في أواخر عام 2009 بأن دولة العراق الإسلامية «قد تحولت بشكلٍ ملحوظٍ في العامين الأخيرين ... إنَّ ما كان يُهيمن عليه الأفراد الأجانب في السابق أصبح الآن أكثر هيمنةً من قِبل المواطنين العراقيين.» بحلول الثامن عشر من نيسان/أبريل 2010؛ قُتل اثنان من كبار قادة دولة العراق الإسلاميّة وهما أبو أيوب المصري (وزير الحرب) وعمر البغدادي (أمير التنظيم) وذلك في غارةٍ أمريكيةٍ عراقيةٍ مشتركةٍ بالقربِ من مدينة تكريت. في مؤتمر صحفي عُقد في حزيران/يونيو 2010؛ أفادَ الجنرال أوديرنو أن 80% من كبار قادة دولة العراق الإسلامية البالغ عددهم 42 بما في ذلك المُجنِّدين والمموِّلين قد قُتلوا أو أُسروا مع بقاءِ ثمانيةٍ فقط طُلقاء؛ مؤكدًا على أنهم معزولون عن قيادة القاعدةِ في باكستان.

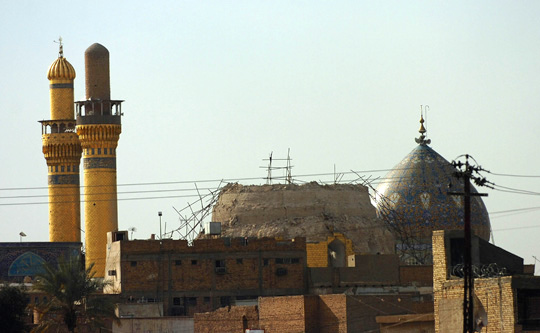
ضريح الإمامين علي الهادي والحسن العسكري الذي يُعدُّ أحد أقدس المواقع لدى الشيعة وذلك بعد تفجيرهِ من قِبل دولة العراق الإسلامية في عام 2006

عُيِّن أبو بكر البغدادي في السادس عشر من أيّار/مايو 2010 قائدًا جديدًا لدولة العراق الإسلامية. جدَّد البغدادي قيادة التنظيم عبر تعيينِ ضباط سابقين في القوة البرية العراقية و‌جهاز المخابرات الذين خدموا في عهد صدام حسين. أحاطَ هؤلاء الرجال – الذين كانوا قد اعتُقلوا جميعهم تقريبًا من قَبْلُ من طرفِ الجيش الأمريكي في معسكر بوكا – بالزعيمِ الجديد أبو بكر وشكّلوا نواة التنظيم خاصة أبو عبد الرحمن البيلاوي، أبو أيمن العراقي و‌أبو مسلم التركماني فضلًا عن العقيد سمير الخليفاوي المعروف أكثر باسمهِ حجي بكر الذي أصبحَ القائد العسكري العام المسؤول عن الإشرافِ على عمليات التنظيم؛ وكان له دورٌ فعالٌ وبارزٌ في القيام بالأعمال الأوليّة التي مهدت لظهورِ تنظيم الدولة الإسلامية (داعش).
أصدرَ البغدادي في تمّوز/يوليو 2012 بيانًا صوتيًا على الإنترنت أعلنَ فيه أن التنظيم سيعود لمعاقل سابقة له كانت القوات الأمريكية و‌الصحوة قد طردتهُ منها في عامي 2007 و2008، كما أعلنَ عن بدء عمليةٍ عسكريةٍ جديدةٍ في العراق سمَّاها «كسر الجدران» وتهدفُ إلى إطلاق سراح أعضاء التنظيم المُحتجَزين في السجون العراقية. بدأَ العنف يتصاعدُ في تلك الفترة في العراق؛ فشنَّ تنظيم دولة العراق الإسلامية الكثير من الهجمات عبر السيارات المُفخَّخة وبحلول تموز/يوليو من عام 2013 تجاوزَ عدد القتلى الشهري 1000 شخصٍ لأول مرة منذ نيسان/أبريل 2008.

### الحرب الأهلية السورية
بدأت احتجاجاتٌ شعبيةٌ في آذار/مارس 2011 في سوريا ضد حكومة بشار الأسد بالتزامنِ مع ثورات الربيع العربي التي أسقطت نظام زين العابدين بن علي في تونس ونظام حسني مبارك في مصر ونظام معمر القذافي في ليبيا. قُوبلت الاحتجاجات في معظم الدول العربيّة برد فعلٍ عنيفٍ من قِبل الأنظمة الحاكِمة التي حاولت قمع كل الانتفاضات بشتّى الطرق مستعملةً في ذلك القتل والترهيب والاعتقال بل وصل الأمر حدّ تنفيذ مجازر في بعض الدول. تسبّبت كل هذه الأمور في ارتفاعِ وتيرة العنف وبدأت التظاهرات تتجهُ نحو القتل والاقتتال تدريجيًا خاصة في ليبيا وسوريا واليمن. استغلّ البغدادي الانفلات الأمني الحاصلَ في سوريا؛ فأرسلَ ابتداءً من آب/أغسطس 2011 أعضاء سابقين في المخابرات العراقية من ذوي الخبرةِ في حرب العصابات عبر الحدود إلى سوريا لإنشاء منظمةٍ هناك تحت اسمِ جبهة النصرة التي سُرعان ما أقامت معاقل لها في محافظات الرقة، إدلب دير الزور و‌وحلب ذات الأغلبيّة السنية. بدأت هذه المجموعة بقيادةِ أبو محمد الجولاني في تجنيدِ المقاتلين وتأسيس خلايا لها في جميع أنحاء البلاد. بحلول الثالث والعشرين من كانون الثاني/يناير 2012 ومع تأزّم الوضع أكثر فأكثر في سوريا أطلقَ التنظيم على نفسه اسم جبهة نُصرة أهل الشام؛ لكنه عُرف اختصارًا باسمِ جبهة النصرة. نمتِ النصرة بسرعةٍ لتُصبح في وقتٍ وجيزٍ جماعةً فاعلةً في الحربِ السوريّة تُقاتل هي الأخرى النظام السوري وعدد من التنظيمات الموجودة فوق التراب السوري.

## الدولة الإسلامية في العراق والشام (2013-2014)

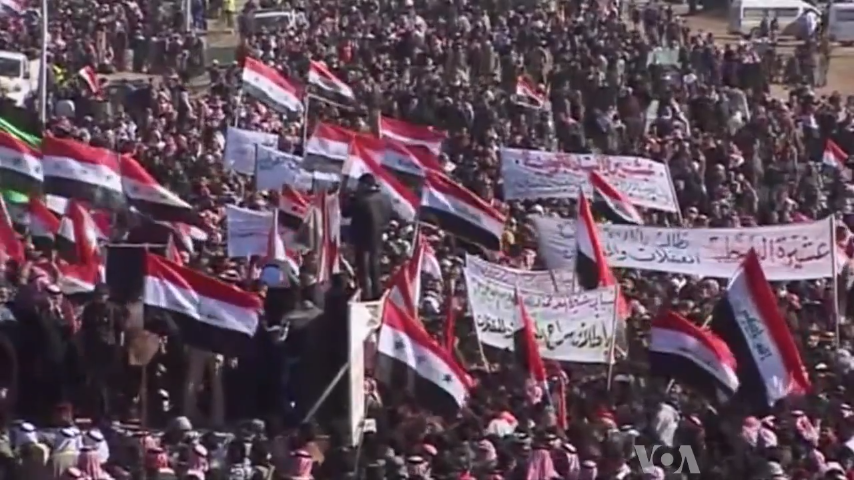
الاحتجاجات العراقية 2013: متظاهرون سُنّة يحتجون على الحكومة التي يقودها الشيعة.

أصدر البغدادي بيانًا صوتيًا في الثامن من نيسان/أبريل عام 2013 أعلنَ فيه أن جبهة النصرة قد أُسّست ومُوّلت ودُعِّمت من قبل تنظيم دولة العراق الإسلامية؛ وأن الجماعتانِ ستندمجانِ تحت اسم الدولة الإسلامية في العراق والشام. رفض أبو محمد الجولاني زعيم جبهة النصرة وأيمن الظواهري زعيم تنظيم القاعدة ما جاءَ به البغدادي بل إن الجولاني أصدرَ بيانًا مقابلًا ينفي فيهِ عملية الدمج؛ ويشكو من أنه لم يُستشر هو أو أي شخصٍ آخرٍ في قيادة النصرة حول هذا الموضوع. نشرت قناة الجزيرة في حزيران/يونيو من عام 2013 رسالةً كتبها زعيم تنظيم القاعدة أيمن الظواهري وأرسلها لكلٍ من البغدادي والجولاني حيثُ حكمَ بعدم جدوى الاندماج وأعلنَ تعيينهُ مبعوثًا للإشرافِ على العلاقات بين التنظيمين وذلك في محاولةٍ لوضعِ حد للتوترات. في نفس الشهر؛ أصدر البغدادي رسالة صوتية يرفضُ فيها حكم الظواهري ويُعلن أن عملية الاندماج ستمضي قدمًا.
في ذلك الوقت؛ نجحَ تنظيم الدولة الإسلامية في العراق والشام في إطلاق سراحِ عددٍ من المقاتلين المسجونين وذلك بعد مداهمات لسجني التاجي و‌أبو غريب في تمّوز/يوليو 2013؛ حيث أُطلقَ سراح أكثر من 500 سجين من بينهم قدامى المحاربين في فترة الغزو وما بعدها. لكن وبحلول تشرين الأول/أكتوبر من نفسِ العام؛ أمرَ الظواهري بحلِّ تنظيم الدولة الإسلامية في العراق والشام وتعيين جبهة النصرة في تسيير «المسائل الجهاديّة» في سوريا، لكن البغدادي رفض أمر الظواهري فاستمر تنظيمهُ في العملِ في سوريا. بعد صراعٍ دام ثمانية أشهر على السلطة؛ وبالتحديدِ في شباط/فبراير من عام 2014 تخلّتِ القاعدة علنًا عن أي علاقات مع تنظيم الدولة الإسلامية في العراق والشام.
وفقاً للصحفية سارة بيرك فهناك «اختلافات كبيرة بين جبهة النصرة وتنظيم الدولة الإسلامية في العراق والشام؛ فبينما تُركِّز الجبهة على الإطاحة بحكومة الأسد وتعملُ على ذلك تميلُ الدولة إلى التركيز أكثر على إقامة حكمها الخاص على الأراضي التي تُسيطر عليها ... الدولة الإسلامية أكثر عنفًا من الجبهة؛ حيثُ شنَّت هجمات طائفية وفرضت تشريعاتها في المناطق التي تقبعُ تحت حكمها على عكسِ النصرة التي تتمتَّعُ بعددٍ كبيرٍ من المقاتلين الأجانب؛ ومع ذلك فعددٌ من السوريين ينظرون إليها كتنظيمٍ محلّي.» على النقيض من ذلك؛ وصف العديدُ من اللاجئين السوريين مقاتلو الدولة الإسلامية في العراق والشام بأنهم «مُحتلَّون أجانب». بايعَ أبو عمر الشيشاني زعيم جيش المهاجرين والأنصار في تشرين الثاني/نوفمبر 2013 البغدادي؛ ليكون جيش المهاجرين بذلك أول تنظيمٍ مسلحٍ ينضمُّ لتنظيم الدولة الإسلامية في العراق والشام.
شنَّ مقاتلو الجبهة الإسلامية والثوار في الجيش السوري الحر – الذي خضع في وقتٍ ما لتدريبٍ بسيطٍ على يدِ الولايات المتحدة – في كانون الثاني/يناير 2014 هجومًا على مقاتلي تنظيم الدولة الإسلامية في العراق والشام في مدينة حلب وما حولها وذلك بعد أشهرٍ من التوترات مع التنظيم وسلوكياته التي شملت الاستيلاء على أسلحة الجماعات الثورية واعتقال وقتل الناشطين. تلا ذلك أشهرُ من الاشتباكات التي تسبّبت في سقوطِ آلاف القتلى فسحبَ تنظيم الدولة الإسلامية قواته من محافظتي إدلب واللاذقية معيدًا نشرهم في الرقة وحلب لتعزيزِ المعاقل هناك؛ كما شنَّ هجومًا على جميع القرى القابعة تحت سيطرة باقي الجماعات الثورية في محافظة دير الزور الشرقية على الحدودِ مع العراق، وبحلول حزيران/يونيو 2014 كان تنظيم الدولة الإسلامية في العراق والشام قد هزم خصومه إلى حدٍ كبير في المحافظة وظلَّ هو الجماعة الأقوى تقريبَا.
أمّا في العراق؛ فقد تمكّن تنظيم الدولة الإسلامية من السيطرةِ على مدينة الفلوجة في كانون الثاني/يناير 2014، ثم ثمكَّن في حزيران/يونيو من نفسِ العام من السيطرة على مدينة الموصل. على جانبٍ آخر؛ وبعد صراعٍ دام ثمانية أشهر على السلطة قطعَ تنظيمُ القاعدة في شباط/فبراير 2014 جميع العلاقات مع الدولة الإسلامية، لكن هذه الأخيرة واصلت تحقيق المزيد من الانتصارات على الأرض حيثُ دخلت في اشتباكات قويّة معَ الحكومة العراقية في عددٍ من المدن الرئيسية لعلّ أبرزها الأنبار، ومن ثم الموصل، فضلًا عن ارتكابِ عناصره لعددٍ من المجازر والمذابح بما في ذلك مجزرة سنجار. لقد تسبَّبت كل هذه الأمور في انهيار الحكومة العراقية التي طلبت من جديدٍ الدعم العسكري الأمريكي لمواجهة التنظيم المُصنّف إرهابيًا على المستوى العالمي.

## الدولة الإسلامية (2014 - الآن)
أعلنت الدولة الإسلامية في العراق والشام في التاسع والعشرين من حزيران/يونيو 2014 عن تأسيسِ خلافةٍ لها في جميع أنحاء العالم؛ بقيادةِ أبو بكرٍ البغدادي – المعروفِ من قبل مؤيديه باسم أمير المؤمنين – كما اختُصر اسم الجماعة في عبارة «الدولة الإسلامية» بدل «الدولة الإسلامية في العراق والشام». حاولَ البغدادي أن يُقدِّم نفسه «خليفةً للمسلمين»؛ كما حاولَ جمع السلط الدينية والسياسية والعسكرية في يده ومع ذلك فقد رفضت الحكومات والزعماء المسلمون في جميع أنحاء العالم مفهوم «الخلافة» الذي أتى بهِ البغدادي ورفضوا تسمية التنظيم باسمِ «الدولة الإسلامية».
في شهري حزيران/يونيو وتمّوز/يوليو 2014؛ نقل الأردن والسعودية ما لا يقلُّ عن 30,000 جندي إلى حدودهما مع العراق وذلك بعد أن فقدت الحكومة العراقية السيطرة على نقاط العبور الاستراتيجية لصالحِ تنظيم الدولة الإسلامية أو التنظيمات الصغيرة التي انضمَّت له. انتشرت بعضُ الشائعات التي قالت إن رئيس الوزراء العراقي نوري المالكي قد أمر بسحبِ القوات من المعابر العراقية– السعودية من أجلِ زيادة الضغط على المملكة العربية السعودية ونقل تهديد الدولة الإسلامية لها. قامت الدولة الإسلامية في منتصف عام 2014 بتجنيدِ أكثر من 6300 مقاتل حسبَ المرصد السوري لحقوق الإنسان الذي قال إن بعض المُنضمِّين لداعش كانوا قد قاتلوا من قبل في صفوفِ الجيش السوري الحر. زادت قوّة داعش على المستوى الدولي بعدما بايعَ زعيم جماعة أبو سياف المدعو أبو عبد الله الفلبيني وبعض الرجال الملثمين في الثالث والعشرين من تموز/يوليو 2014 البغدادي في شريط فيديو مُصوّر ما أعطى لداعش وجودًا في دولة الفلبين البعيدة جغرافيًا عن سوريا والعراق معاقل التنظيم الرئيسيّة.
حسبَ صحيفة لا ستامبا؛ فقد أجرى مسؤولون من اليوروبول في عام 2016 تحقيقًا في تهريبِ وثائق مزيفة لعناصر من داعش؛ حيثُ حصل بعض المقاتلين على جوازات سفر سورية مزيّفة في مخيمات اللاجئين في اليونان ودخلوا بها أجزاء أخرى من أوروبا. في السياق ذاته؛ قالَ رئيس اليوروبول إنه سيتمُّ نشر فرقة عمل جديدة تضمُّ 200 من ضباط مكافحة الإرهاب في الجزر اليونانية إلى جانب حرسِ الحدود من أجل مساعدة اليونان في إحباط حملات عناصر الدولة في التسلل إلى أوروبا. في أوائلِ أيّار/مايو 2019؛ بعد ما يقربُ من خمس سنواتٍ من ظهوره العلني في صيف عام 2014 عاود البغدادي الظهور في شريط فيديو أعلنَ فيهِ طموحات منظمته الجغرافية الجديدة. تفادى البغدادي الحديث عن خسارة التنظيم للعديدِ من الأراضي التي كان يحتلّها؛ لكنه تباهى في المُقابل بما قال إنه «الولاء الجديدُ الذي قدمه له الجهاديون في مالي، بوركينا فاسو، أفغانستان، سريلانكا وتركيا.» أثار ظهور أبو بكر الكثير من الجدل وردود الفعل؛ فعلَّق الصحفي السوري الأمريكي حسن حسن في مقالةٍ له نُشرت في مجلة فورين بوليسي: «شريط فيديو البغدادي يُشير إلى فشل التحالف الذي تقوده الولايات المتحدة في القبض على البغدادي وتفكيك منظمته ... إنه [أي الفيديو] يدحضُ الشائعات الأخيرة عن كونِ البغدادي مريضًا؛ ويتباهى بالهجمات الإرهابية التي وقف خلفها التنظيم.»

### الاستيلاء على الأراضي

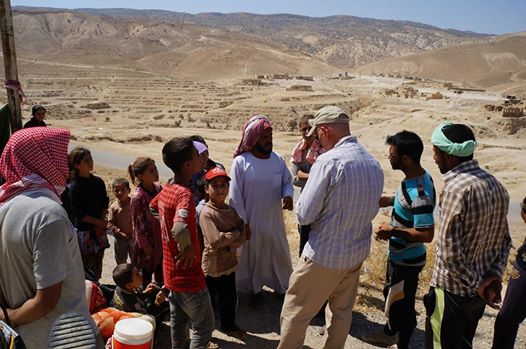
لاجئون إيزيديون وعمال إغاثة أمريكيون في جبل سنجار في آب/أغسطس 2014

استولى تنظيمُ داعش في الثالث من آب/أغسطس 2014 على مدينتي زمار و‌سنجار في شمال العراق، ما دفعَ الآلاف من اليزيديين للفرارِ من جبل سنجار خوفًا على حياتهم من مقاتلي داعش. بعدها بأربعِ أيام (السابع من آب/أغسطس)؛ بدأَت حملة القصف الأمريكي على معاقل التنظيم ومع ذلك فقد واصلَ التقدم على الأرض؛ بل وتمّدد في دولٍ أخرى بما في ذلك ليبيا حيثُ سيطر على مدينة درنة وفيها ظهر مقاتلون يُديون بالولاء لأبو بكر البغدادي لتكون بذلك درنة أول مدينة خارج سوريا والعراق ينجحُ في السيطرةِ عليها ويُعلنها جزءًا من «خلافته». بحلول العاشر من تشرين الثاني/نوفمبر 2014؛ تعهد فصيلٌ كبيرٌ من جماعة أنصار بيت المقدس المصرية بالولاءِ لتنظيم الدولة الإسلامية؛ وفي منتصف كانون الثاني/يناير 2015 قال مسؤولٌ يمني «إنَّ لدى داعش العشرات من الأعضاء في اليمن؛ وأن التنظيم قد دخلَ في منافسةٍ مباشرةٍ مع تنظيم القاعدة في جزيرة العرب بسببِ حملة التجنيد التي قامَ بها.» في نفس الشهر؛ أكد مسؤولون أفغان أن تنظيم الدولة الإسلامية كان له وجود عسكري في أفغانستان؛ وبحلول شباط/فبراير 2015 نجحت حركة طالبان في قتلِ 65 من عناصر داعش كما قُتل الملا عبد الرؤوف – الذي كان يلعبُ دورًا رئيسيًا في تجنيدِ عناصر جدد للتنظيم – في غارة أمريكية نفذتها طائرة بدون طيار.

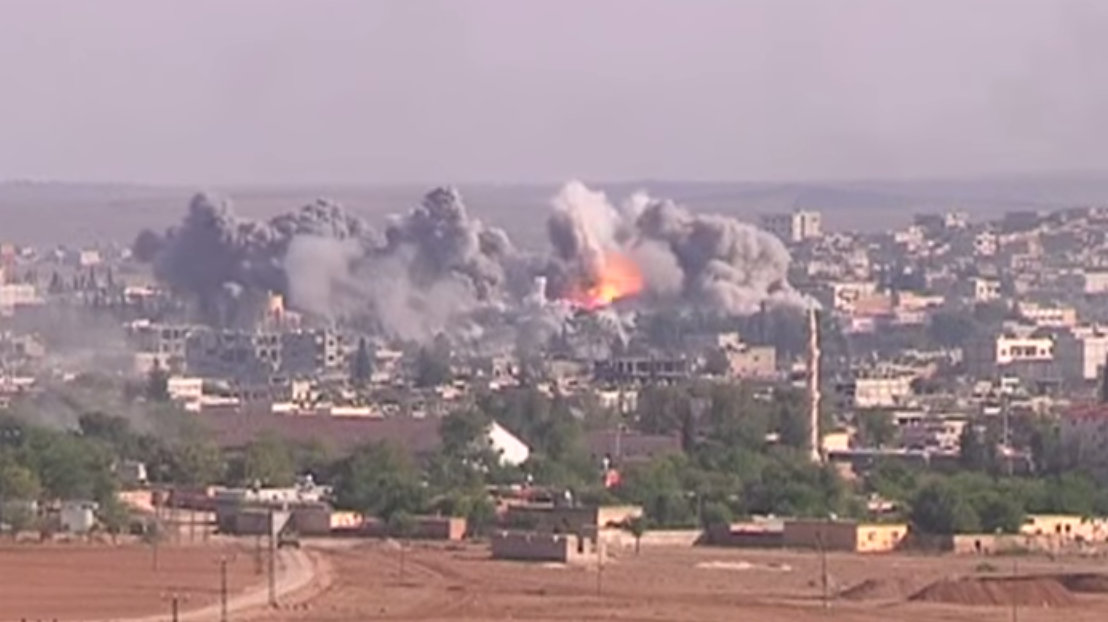
غارة جوية شنّها التحالف بقيادة الولايات المتحدة على موقعٍ لداعش في عين العرب بسوريا في تشرين الأول/أكتوبر 2014

تمكَّن مقاتلو داعش في أوائل شباط/فبراير 2015 من الاستيلاء على جزءٍ كبيرٍ من سبها؛ كما سيطرَ على سرت و‌النوفلية وقاعدة عسكرية إلى الجنوب من المدينتين. بحلول آذار/مارس من نفس العام؛ كان داعش قد استولى على المزيدِ من الأراضي بما في ذلك مدينة تقعُ إلى الغرب من درنة ومناطق إضافية بالقربِ من سرت وعددٍ من القرى في جنوب ليبيا فضلًا عن بعض المناطق المحيطة ببنغازي ومنطقة شرق طرابلس. واصل داعش نمّوه بسرعة بفضلِ تكتيكاته وبفضلِ مبايعة عددٍ من الجماعات له؛ ففي السابع من آذار/مارس 2015 بايعت جماعة بوكو حرام أبو بكر البغدادي ما أعطى داعش وجودًا رسميًا في نيجيريا والنيجر وتشاد والكاميرون، كما بايعت حركة أوزباكستان الإسلامية في الثالث عشر من آذار/مارس من نفس العام التنظيم ما أعطى له وجودًا في أوزباكستان أيضًا. معَ انتصاف عام 2015؛ خرجت بعض التصريحات من مسؤولين أمريكان يؤكّدون فيها أن داعش بدأ في التراجع حيثُ أعلن نائب وزير الخارجية الأمريكي أن التنظيم قد فقد أكثر من 10,000 عضوًا في غارات جوية خلال الأشهر التسعة السابقة.

### فقدان الأراضي
بدأَ داعش في أواخر عام 2015 يخسرُ عددًا من الأراضي التي كان قد سيطر عليها من قبل؛ حيثُ خسر الكثير من المناطق في سوريا والعراق بما في ذلك مدينة تكريت، و‌بايجي، و‌سنجار، و‌الرمادي، و‌الفلوجة التي خسرها في حزيران/يونيو 2016، ومن ثمّ تدمر في آذار/مارس 2017.

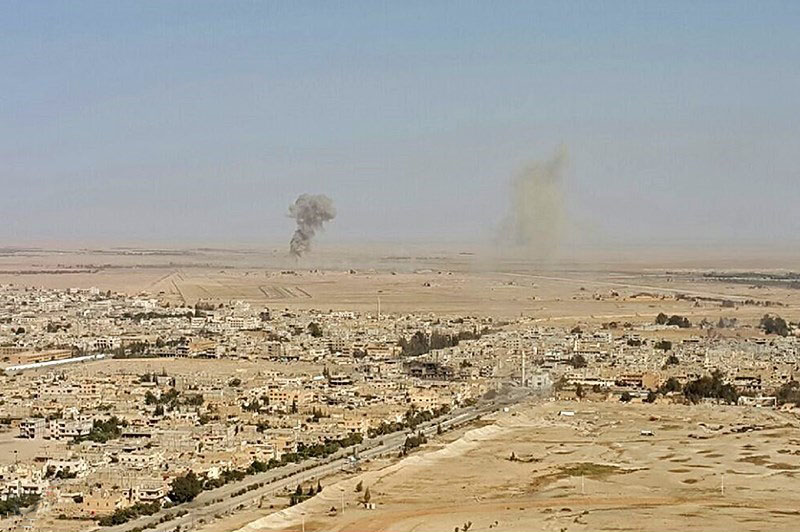
غارات جويّة من قِبل التحالف الروسي - السوري - الإيراني - العراقي على معاقل لداعش في آذار/مارس 2016 خلال هجوم تدمر

أعلنَ رئيس الوزراء العراقي حيدر العبادي في العاشر من تمّوز/يوليو 2017 تمكّن الجيش العراقي رسميًا من طردِ مقاتلي داعش من مدينة الموصل، كما فقد التنظيم في السابع عشر من تشرين الثاني/أكتوبر 2017 السيطرة على على مدينة الرقة وذلك خلال معركة الرقة الثانية، لكنه استعاد في الثالث من تشرين الثاني/نوفمبر من نفس العام السيطرة على دير الزور التي كانت آخر مدينة كبيرة يُحافظ عليها داعش في سوريا؛ فضلًا عن بلدة راوة في العراق. أعلن الرئيس الإيراني حسن روحاني في الواحد والعشرين من تشرين الثاني/نوفمبر 2017 النصر على داعش، وهو ما أكّد عليه قاسم سليماني القيادي العسكري البارز في الحرس الثوري و‌المرشد الأعلى علي خامنئي، كما أعلنَ فلاديمير بوتين رئيس روسيا النصر على التنظيم في سوريا، ومثله فعلَ رئيس الوزراء العراقي حيدر العبادي من خلال إعلان هزيمة داعش رسميًا في العراق.

### التمرد
بدءًا من عام 2017؛ وهي السّنةُ التي فقدَ فيها تنظيمُ الدولة الإسلامية (داعش) الكثير من الأراضي كما فقدَ السيطرة على المدن الرئيسية التي كان قد احتلّها من قبل؛ لجأتِ الجماعة بشكلٍ متزايدٍ إلى حربِ العصابات كما كثَّفت من هجماتها وتفجيراتها الانتحاريّة باستخدامِ خلاياها النائمة في الشرق الأوسط وفي مناطق أخرى في العالم. تلقَّى التنظيمُ الضربة الأكبر في عام 2019 بعدما خسر معركة الباغوز فوقاني؛ ما دفعَ تشكيلاتهِ المُسلَّحة إلى التمرُّدِ؛ وعلى الرغمِ من الخسائر الميدانيّة المتوالية التي مُني بها داعش إلّا أن أنصارهُ – أو مناصريهِ كما يُسمّيهم – واصلوا النشاط وبكثافةٍ على مواقع التواصل الاجتماعي.
حذَّر مُحلِّلُو الأمم المتحدة في لجنة مكافحة الإرهاب التابعة لمجلس الأمن في منتصفِ 2019 من أن البغدادي يُخطِّطُ للعودة للعراق؛ كما حذروا من قُدرة التنظيم على شنِّ «هجماتٍ إرهابيةٍ دوليةٍ» قبل نهاية العام وبخاصَّةٍ في الدول الأوروبية، وبحلول السابعِ من تشرين الأول/أكتوبر 2019؛ كان يُعتقد أن داعش يمكن أن يظهر من جديدٍ مع انسحابِ القوات الأمريكية من المنطقة.
استُهدف البغدادي في السابع والعشرين من تشرين الأول/أكتوبر 2019 من قِبل الجيش الأمريكي فتُوفيَّ بعد أن فَجَّر سترةً ناسفةً في نفسهِ في قريةِ باريشا بإدلب شمال غرب سوريا. أكَّدَ الرئيسُ الأمريكي دونالد ترامب في تصريحٍ تلفزيوني من البيت الأبيض في وقتٍ لاحقٍ من ذلك اليوم أن البغدادي قد قُتل خلال غارةٍ شنَّتها القوات الخاصة الأمريكية في إدلب. غرَّد ترامب – بعد يومينِ من خبر اغتيالِ البغدادي – على حسابهِ الرسمي في موقع تويتر قائلًا إنَّ «البديل الأول» لزعيمِ داعش قد قُتل هو الآخر. لم يُحدِّدِ ترامب اسمًا في تغريدتهِ؛ لكنَّ مسؤولًا أمريكيًا قال إنَّ المعنيَّ في تغريدةِ الرئيسِ هو المتحدث باسم داعش والقائد البارز أبو الحسن المهاجر، والذي قُتل في غارةٍ جويةٍ أمريكيةٍ في سوريا قبل يومين. بعد أقل من أسبوعٍ على وفاة أبو بكر البغدادي؛ عيَّنَ تنظيمُ الدولة الإسلامية أبو إبراهيم الهاشمي القرشي زعيمًا له.

## الهجمات خارج العراق وسوريا

### الهجمات
تبنى تنظيم داعش المسؤولية عن عددٍ من الهجماتِ البارزةِ خارج العراق وسوريا؛ بما في ذلك إطلاقُ النار الجماعي على منتجعٍ سياحي تونسي ما تسبَّبَ في مقتلِ 38 سائحًا أوروبيًا، كما كان التنظيمُ خلفَ تفجير سروج في تركيا والذي تسبَّبَ في مقتلِ 33 ناشطًا يساريًا ومؤيدًا للأكراد؛ فضلًا عن هجوم متحف باردو الذي أدَّى لمقتلِ 24 سائحًا أجنبيًا. تبنَّى التنظيمُ أيضًا تفجيرات مسجدي بدر والحشوش بصنعاء والذي تسببَ في مقتل 142 مدنيًا شيعيًا؛ وتبنّى أيضًا حادث تحطم طائرة متروجت الرحلة 9268 الذي أدى لمقتلِ 224 مدنيًا معظمهم من السائحين الروس. فجَّر داعش أيضًا قُنبلةً في أنقرة عام 2015 ما أدى إلى مقتل 102 من النشطاء اليساريين والمؤيدين للأكراد؛ هذا عدى عن تفجيرات بيروت التي تسبب في مقتل 43 مدنيًا شيعيًا وهجمات باريس التي قُتل فيها 130 مدنيًا كما اغتالَ التنظيمُ جعفر محمد سعد محافظ عدن في تفجيرِ اسطنبول في كانون الأول/يناير 2016 إلى جانبِ إحدى عشر سائحًا أجنبيًا.
وقفَ التنظيمُ أيضًا خلفَ تفجيرات بروكسل التي تسببت في مقتل 32 مدنيًا؛ كما كان المسؤول عن هجوم مطار أتاتورك الذي قُتل فيهِ 48 مدنيًا أجنبيًا وتركيًا؛ وهجوم نيس الذي قُتل فيهِ 86 مدنيًا؛ كما وقفَ خلف تفجير كابول الذي أدى لمقتلِ 80 مدنيًا على الأقل معظمهم من الشيعة. تبنَّى التنظيمُ أيضًا هجوم برلين الذي قُتل فيهِ 12 مدنيًا؛ كما كان المسؤول عن إطلاق النار في ملهى ليلي في اسطنبول والذي قُتل فيه 39 تركيًا وأجنبيًا فضلًا عن تفجير مترو سانت بطرسبرغ الذي قُتل فيه 15 مدنيًا وكذا تفجير مانشستر أرينا الذي تُوفيَّ فيهِ 22 مدنيًا وهجوم برشلونة الذي قُتل فيهِ 16 مدنيًا وكذا هجمات طهران التي تسببت في وفاةِ 18 مدنيًا؛ عدى عن تفجيرات باكستان في الثالث عشر من تمّوز/يوليو 2018 والذي أدى لمقتلِ 131 مدنيًا.

### عمليات القتل الجماعي
وجدَ استطلاعٌ أجرته وكالة أسوشيتد برس في الثلاثين من آب/أغسطس 2016 أنه تمَّ اكتشافُ حوالي 72 مقبرةً جماعيةً في مناطق حُرِّرت من سيطرة داعش. احتوت هذه المقابر الجماعية في المجموعِ على جثثِ ما يقرُب من 15,000 شخصًا قُتلوا على يدِ داعش؛ وذكر التقرير أن المقابر الجماعية كانت دليلاً على عمليات إبادةٍ جماعيةٍ قامَ بها التنظيمُ في المنطقة بما في ذلك الإبادة الجماعية لليزيديين. اكتُشف سبعة عشر قبرًا في سوريا؛ والباقي في العراق حيثُ احتوى ما لا يقلُّ عن 16 من القبور الموجودة في العراق على بقايا لم يتمِّ احتسابها كونها تقعُ في مناطق صراعٍ خطيرةٍ ومليئة بالجماعات الفاعلةِ في الحروب. كشفَ تقريرٌ للأمم المتحدة في السادسِ من تشرين الثاني/نوفمبر 2018 عن اكتشافِ أكثر من 200 مقبرة جماعية لآلاف ضحايا داعش؛ كما عُثر على مواقع المقابر التي قد تحتوي على ما يصلُ إلى 12 ألف جثة في محافظات نينوى وكركوك وصلاح الدين والأنبار في شمال وغربي العراق.